# Вентура Гарсія Кальдерон
Венту́ра Гарсі́я Кальдеро́н Рей (ісп. Ventura García Calderón Rey; *23 лютого 1886, Париж, Франція — 27 жовтня 1959, там же) — перуанський письменник, дипломат і критик. Більшу частину свого життя прожив у Парижі, і багато творів написав французькою мовою, двомовний франко-іспанський письменник. Творив у різних літературних жанрах: найбільше відомий як автор оповідань, найрепрезентативнішою збіркою є La venganza del condor (укр. Помста кондора) також автор віршів і хронік. Найбільш широкою і плідною була його діяльність як критика і упорядника літератури своєї та інших країн Латинської Америки.

## З життєпису
Син Франсіско Гарсія Кальдерона Ланди, тимчасового президента Перу під час війни на Тихому океані, і Кармен Рей Басадре. Його батько був заарештований чилійською окупаційною владою та засланий до Чилі в 1881 році за відмову укласти мир із територіальною поступкою; після підписання Анконського договору (1884) його звільнили за умови, що він не відразу повернеться до Перу, тому разом із родиною переїхав до Європи. Саме через ці обставини Вентура народився в Парижі.
У липні 1886 року родина повернулася до Перу; Вентурі було всього півроку. 
Навчався в коледжі Реколета в Лімі (1891-1901). У 1903 році вступив до Національного університету Сан-Маркос, де вивчав філологію, політичні й адміністративні науки та право, але не закінчив повністю курс навчання, адже по смерті батька (1905) сім'я оселилась у Франції. Відтоді Вентура жив у Європі, за винятком деяких коротких повернень до Перу та кількох років проживання в Бразилії.
Він служив секретарем консульства Перу в Парижі(1906-1910), а потім у Лондоні (1911). Був пов'язаний у Франції з Шарлем Моррасом і монархічним рухом «Французька дія».
У 1909 році Вентура повернувся до Ліми, де відбувались хвилювання як реакція на вироки нібито причетних до спроби державного перевороту 1909 року проти першого уряду Аугусто Б. Леґії. Вентура вийшов у відставку на знак протесту проти ув'язнення Хосе де ла Ріва Агуеро-і-Осми та очолив студентські демонстрації проти уряду. Він скористався своїм перебуванням у Перу до 1911 року, щоб здійснити подорожі в гори і збагатився досвідом і враженнями, які згодом стануть основою для його перуанських оповідань.
У 1912 році він повернувся до Європи, відновивши свою дипломатичну кар'єру як другий секретар Перуанської місії в Мадриді (1914-1916), пізніше секретар, повірений з економічних питань у Бельгії (1916-1921), і нарешті перуанський консул в Гаврі.
У 1921 році, невдовзі після призначення головою Управління пропаганди Перу в Парижі, він пішов у відставку через розбіжності з перуанським урядом, який знову очолив Легія. 
Відтоді у Парижі він присвятив себе літературній діяльності як редактор іноземної сторінки газети Comoedia, директор видавництва Excelsior і співавтор численних видань в Аргентині, Венесуелі, Мексиці та на Кубі.
Після повалення Легії в 1930 році Кальдерон був призначений делегатом від Перу в Лізі Націй, і обіймав цю посаду з деякими перервами до 1938 року. Він також обіймав функції повноважного міністра Перу в Бразилії (1932-1933), Польщі (1935), Бельгії (1935-1939), Франції (1940), Португалії (1941) і Швейцарії (1941-1945).
У лютому 1949 року Вентура востаннє побував на батьківщині в Перу, але в грудні того ж року повернувся до Парижа, будучи призначеним постійним представником Перу в ЮНЕСКО, виконуючи цю місію до самої смерті (1959) після нападу геміплегії.

## Оцінка творчості
Літературна творчість Вентури Гарсія Кальдерона, стилістично модерністська, складається здебільшого з оповідань. Деякі, зокрема початкові, мають космополітичну атмосферу та декадентський характер. Дія більшості, однак, відбувається в Перу і особливо в Андському регіоні, натхненні його поїздками. Серед них: El alfiler, La venganza del cóndor, ¡Murió en su ley!, Coca, El despenador і Los cañaverales. Авторові притаманні виважений стиль, психологічна проникливість, таємничі і майже детективні сюжети, точність описів і увага до деталей.
Попри те, що оповідання Кальдерона мають багату уяву та дуже хорошу техніку, автора критикували за незнання реалій і справжнього становища справ у Перу, за упереджене ставлення до індіанців, які зображені мало не карикатурно, тоді як, беручи на себе роль оповідача, автор явно утверджує вищість західного світу, який представляє. Втім, ця негативна критика породжена не так через прискіпливий аналіз творчості письменника, а внаслідок ворожості до автора за його аристократичне походження і консервативний світогляд. Так, наприклад, Хосе Карлос Маріатегі (перуанський письменник і критик-марксист) взагалі не згадує Кальдерона в своєму есе про перуанську літературу, включеному до його шедевру Siete ensayos, опублікованого 1928 року, коли Вентура вже був визнаною фігурою в літературному світі. 
Крім згаданої «соціологізаційної» критики, Вентура отримав велике визнання ще за життя і був, ймовірно, за межами Перу найвідомішим перуанським письменником свого часу. Група перуанських, французьких, бельгійських та іспанських письменників висунула його кандидатуру на Нобелівську премію з літератури в 1934 році. Французька академія хотіла прийняти його як члена, але письменник не погодився виконати передумову відмови від свого перуанського громадянства; однак ця ж установа нагородила його золотою медаллю в 1948 році. Зі свого боку Королівська академія французької мови та літератури Бельгії прийняла його як повного члена 10 червня 1939 року.

## З доробку
Вентура Гарсія Кальдерон — автор творів у різноманітних літературних жанрах: новела, драма, поезія, роман, есе, хроніка та літературна критика. Він також був антологом літератури Перу та Латинської Америки. Багато його творів були написані безпосередньо французькою мовою. Отже, він був двомовним письменником, який вправлявся обома мовами з однаковою майстерністю та легкістю. Існують численні переклади оповідань Кальдерона: німецькою, італійською, англійською, сербською, польською, російською, шведською та французькою. В 2011 році вийшло друком повне зібрання творів за редакцією Рікардо Сільва-Сантістебана (Pontificia Universidad Católica del Perú, 2011).